# 松風 (京都府)
株式会社松風（しょうふう）は、歯科医院・歯科技工所向けに歯科器材の製造販売を行う京都府京都市東山区に本社を置く日本の企業。近年は、歯科材料の製造技術を応用しネイルケア材料の製造も行っている。

## 沿革
- 1922年5月 初代社長松風嘉定（三代）が松風陶歯製造株式会社を設立。
- 1963年 日本証券業協会大阪地区協会に株式を店頭登録。
- 1983年 現社名に変更。
- 1989年11月9日 大阪証券取引所2部および京都証券取引所（現在は廃止）に上場。
- 2007年2月15日 東京証券取引所2部に上場。
- 2008年 ネイルケア用品販売を行うネイルラボ（東京都）を子会社化。
- 2009年6月30日 大阪証券取引所上場廃止。
- 2009年 三井化学株式会社、サンメディカル株式会社と資本提携。
- 2012年3月29日 東京証券取引所1部へ指定替え。

## 製品
- 陶材
- 歯科用金属
- 人工歯
- レジン
- セメント
- 印象材
- 石膏
- 研磨用材料
- 歯科用器具・工作機械
- ホワイトニング剤
- 歯科矯正用製品